# Wufu, Chongqing
Wufu (kinesiska: 五福) är en köping i sydvästra Kina. Den ligger i häradet Youyang i storstadsområdet Chongqing, omkring 250 kilometer öster om det centrala stadsdistriktet Yuzhong. Antalet invånare är 8410. Befolkningen består av 4 170 kvinnor och 4 240 män. Barn under 15 år utgör 30 %, vuxna 15-64 år 60 %, och äldre över 65 år 9,0 %.